# Sādin
Nell'Islam, il termine sadin non ha un significato univoco e preciso. Può assumere diverse sfumature a seconda del contesto in cui viene utilizzato.
Ecco alcune delle accezioni più comuni:
- Custode di un santuario: In epoca preislamica, i "sadin" erano i custodi dei santuari dedicati alle divinità pagane. Si occupavano della manutenzione del luogo sacro, della gestione delle offerte dei pellegrini e dell'organizzazione dei riti religiosi.

- Indovino: In alcuni casi, il termine "sadin" era associato alla figura dell'indovino. Si credeva che i sadin avessero poteri magici e fossero in grado di prevedere il futuro attraverso riti divinatori.

- Poeta: In alcune culture arabe, il termine "sadin" era usato per indicare un poeta. I sadin erano abili nel comporre versi in lode delle divinità o degli eroi, e la loro arte era molto apprezzata.

- Capo tribù: In rari casi, "sadin" poteva designare un capo tribù o un leader religioso.

È importante sottolineare che, con l'avvento dell'Islam, il termine "sadin" ha perso la sua connotazione religiosa originaria. Nell'Islam monoteista, l'adorazione di divinità pagane e le pratiche divinatorie sono severamente vietate. Pertanto, il termine "sadin" non viene più utilizzato nel suo significato preislamico.
Oggi, il termine "sadin" è usato principalmente in arabo letterario e in alcuni dialetti locali. Nella maggior parte dei casi, ha un significato generico di "custode" o "guardiano".